# Gæsterne (film fra 1971)
 For alternative betydninger, se Gæsterne. (Se også artikler, som begynder med Gæsterne)
Gæsterne er en dansk kortfilm fra 1971 instrueret af Jørn Fabricius efter eget manuskript.

## Handling
Psykologisk kammerspil om skyld-uskyld indbygget i kriminalhistoriens form.

## Medvirkende
- Yvonne Ingdal
- Ole Ishøy
- Vibeke Juel-Bengtsson
- Dick Kaysø
- Jørgen Kiil
- Lars Lunøe